# Volcan sans nom (221251)
Pour les articles homonymes, voir Volcan sans nom.
Un volcan sans nom est situé en Éthiopie, dans la région Oromia au centre du pays. Dans le catalogue du Global Volcanism Program il porte le numéro 221251.

## Géographie
Il s'agit d'un ensemble de fissures volcaniques orientées nord-est-sud-ouest et probablement d'un petit cône de scories situés dans le rift est-africain, à l'est du lac Ziway, au sud-ouest du Tullu Moje et au nord-ouest du Chilalo, deux autres volcans. La ville d'Ogolcho se trouve au nord-ouest et celle d'Assella au sud-est.
Du basalte et notamment du picro-basalte compose les roches de ce volcan.

## Histoire
Aucune date d'éruption n'est connue sur ce volcan bien que des signes d'éruption soient visibles.